# ويليام فينس
ويليام فينس هو منتج أفلام كندي، ولد في 23 نوفمبر 1963 في كولومبيا البريطانية في كندا، وتوفي في 21 يونيو 2008 في فانكوفر في كندا.

## وصلات خارجية
- ويليام فينس على موقع IMDb (الإنجليزية)
- ويليام فينس على موقع ألو سيني (الفرنسية)
- ويليام فينس على موقع أول موفي (الإنجليزية)
- ويليام فينس على موقع قاعدة بيانات الأفلام السويدية (السويدية)
- ويليام فينس على موقع قاعدة بيانات الفيلم (الإنجليزية)
- ويليام فينس على موقع كينوبويسك (الروسية)